# Лагос, Кристиан
Кристиан Лагос Наварро (исп. Cristhian Lagos Navarro; 17 августа 1984, Сьюдад Кортес, Коста-Рика) — коста-риканский футболист, нападающий клуба «Сантос де Гуапилес» и сборной Коста-Рики.

## Клубная карьера
В 2008 году Лагос начал карьеру в клубе «Мунисипаль Турриальба». В начале 2010 года он перешёл в «Брухас», в составе которого дебютировал в чемпионате Коста-Рики. В начале 2011 года Кристиан на правах аренды перешёл в «Алахуэленсе». 6 февраля в матче против «Лимона» он дебютировал за новую команду. 31 июля в поединке против «Перес-Селедон» Лагос забил свой первый гол за «Алахуэленсе». В этом же году он помог клубу выиграть чемпионат. После того, как Брухас прекратил своё существование, Лагос подписал контракт с «Сантос де Гуапилес». 15 января 2012 года в матче против «Эредиано» он дебютировал за новую команду. В этом же поединке Кристиан забил свой первый гол за «Сантос де Гуапилес». 25 ноября в матче против «Кармелиты» он сделал хет-трик. В этом же году Лагос стал лучшим бомбардиром чемпионата.
В начале 2013 года Кристиан перешёл в «Депортиво Саприсса». 3 февраля в матче против «Уругвай де Коронадо» он дебютировал за новую команду. 10 февраля в поединке против «Пунтаренас» Лагос забил свой первый гол за «Депортиво Саприсса». В этом же сезона он помог команде завоевать Кубок Коста-Рики.
Летом того же года Лагос на правах аренды вернулся в «Сантос де Гуапилес». В начале 2014 года Кристиан был отдан в аренду в индийский «Черчилл Бразерс». 11 февраля в матче против «Рангдажед Юнайтед» он дебютировал в I-Лиге. 11 марта в поединке Кубка АФК против мальдивского «Нью Радианта» Кристиан сделал «дубль», забив свои первые голы за «Черчилл Бразерс». Летом он в третий раз вернулся в «Сантос де Гуапилес». В начале 2015 года Лагос подписал контракт с «Эредиано». 8 февраля в матче против своего бывшего клуба «Алахуэленсе» он дебютировал за новую команду. 15 февраля в поединке против своего бывшего клуба «Депортиво Саприсса» Кристиан забил свой первый гол за «Эредиано». В матчах Лиги чемпионов КОНКАКАФ против гондурасской «Олимпии» он забил два гола.
В начале 2016 года Лагос на правах аренды перешёл в гватемальский «Шелаху». 17 января в матче против «Антигуа-Гватемала» он дебютировал в чемпионате Гватемалы. В этом же поединке Кристиан забил свой первый гол за «Шелаху». Вторую половину сезона он провёл в аренде в «Сантос де Гуапилес», а по её окончании, подписал полноценный контракт.

## Международная карьера
15 ноября 2012 года товарищеском матче против сборной Боливии Лагос дебютировал за сборную Коста-Рики. В 2013 году Кристиан стал победителем домашнего Центральноамериканского кубка. На турнире он сыграл в матче против сборной Никарагуа, в этом же поединке Лагос забил свой первый гол за национальную команду.

### Голы за сборную Коста-Рики
| #   | Дата           | Место                                      | Противник | Счёт | Результат | Соревнование                      |
| --- | -------------- | ------------------------------------------ | --------- | ---- | --------- | --------------------------------- |
| 01. | 21 января 2013 | Национальный стадион, Сан-Хосе, Коста-Рика | Никарагуа | 1:0  | 2:0       | Центральноамериканский кубок 2013 |

## Достижения
Командные
 «Алахуэленсе»
- Чемпионат Коста-Рики по футболу — Зима 2011

 «Депортиво Саприсса»
- Обладатель Кубка Коста-Рики — 2013

 «Эредиано»
- Чемпионат Коста-Рики по футболу — Лето 2015

Международные
 Коста-Рика
- Центральноамериканский кубок — 2013

Индивидуальные
- Лучший бомбардир Чемпионата Коста-Рика по футболу — Зима 2012